# James Strachey

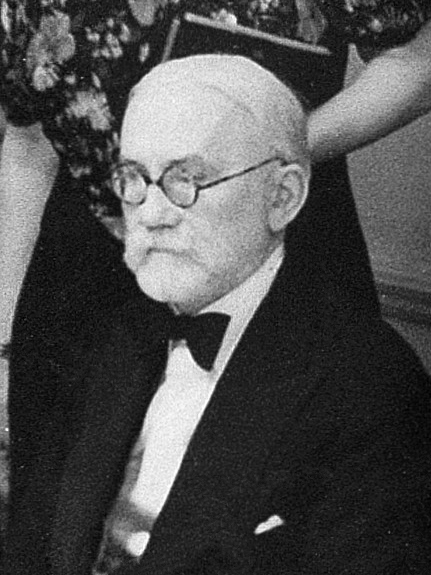
James Strachey (1952)

James Beaumont „Jembeau“ Strachey (* 26. September 1887 in London; † 25. April 1967 in High Wycombe) war ein britischer Psychoanalytiker. Er war der jüngere Bruder von Lytton Strachey und ist vor allem durch die Übersetzung des Gesamtwerkes Sigmund Freuds ins Englische bekannt geworden, für die er 1967 mit dem Schlegel-Tieck Prize ausgezeichnet wurde.
Strachey war das jüngste von zehn Kindern. Er studierte Medizin in Cambridge, wo er auch Freundschaft mit Rupert Brooke schloss.
1920 heiratete Strachey Alix Sargant Florence (1892 – 1973). James Strachey ging zu Sigmund Freud in Analyse, während Alix von Karl Abraham in Berlin analysiert wurde.
Einer von James Stracheys späteren Lehranalysanden in England war der Pädiater Donald W. Winnicott. Er war mit John Maynard Keynes befreundet.

## Schriften (Auswahl)
- The nature of the therapeutic action of psycho-analysis. In: International Journal of Psycho-Analysis. 15 (1934), S. 127–159.
- als Hrsg.: Standard Edition of the Complete Psychological Works of Sigmund Freud.